# Gurania dugandii
Gurania dugandii är en gurkväxtart som beskrevs av José Cuatrecasas. Gurania dugandii ingår i släktet Gurania och familjen gurkväxter. Inga underarter finns listade i Catalogue of Life.